# 13303 Asmitakumar
13303 Asmitakumar è un asteroide della fascia principale. Scoperto nel 1998, presenta un'orbita caratterizzata da un semiasse maggiore pari a 2,5737544 UA e da un'eccentricità di 0,1935590, inclinata di 2,25058° rispetto all'eclittica.